# Steirodon validum
Steirodon validum är en insektsart som beskrevs av Carl Stål 1874. Steirodon validum ingår i släktet Steirodon och familjen vårtbitare. Inga underarter finns listade i Catalogue of Life.